# 朱宙𣑁
新野康靖王朱宙𣑁（1512年4月22日—1572年12月5日），明朝唐藩第五代新野王，新野榮僖王朱宇滬嫡長子，母妃劉氏。

## 生平
正德七年四月七日（1512年4月22日），朱宙𣑁出生。後封新野長子。嘉靖三十二年（1553年）九月，新野榮僖王朱宇滬去世。嘉靖三十五年五月十五日（1556年6月21日），朱宙𣑁襲封新野王。
隆慶六年十一月一日（1572年12月5日），朱宙𣑁去世，享年六十一歲，諡號康靖。長子朱碩燁、長孫朱器墫皆早卒，朱碩燁的庶子朱器𧯼因濫妾所生而被革爵，不得襲。六年後，朱宙𣑁的庶七子鎮國將軍朱碩燦襲爵。

## 家庭

### 妻
- 新野王妃趙氏

### 子
- 嫡長子：新野長子朱碩燁
  - 嫡長子：新野長孫朱器墫
  - 庶子：輔國將軍→庶人→奉國將軍朱器𧯼[2]
- 第二子：鎮國將軍朱碩爚
- 第三子：夭折
- 第四子：夭折
- 第五子：夭折
- 第六子：夭折
- 庶七子：鎮國將軍→新野莊憲王朱碩燦
- 第八子：朱碩

### 女
- 長女：夭折
- 第二女：夭折
- 第三女：夭折
- 第四女：臨皋縣主，儀賓金體仁
- 第五女：夭折
- 第六女：夭折
- 第七女：夭折
- 第八女：夭折[3]

## 壙誌
1949年，朱宙𣑁的壙誌在河南省南陽市出土，現藏南陽市博物館。

御製唐府新野康靖王壙誌

　　王諱宙𣑁，乃

太祖高皇帝之七世孫，

　唐定王之六世孫，

　　新野悼懷王之玄孫，

　　恭簡王之曾孫，

　　宣懿王之孫，

　　榮僖王之子。母妃劉氏。正德七年四月七日寅時生。嘉靖三十五年五月十五日，

冊封為新野王。隆慶六年十一月一日申時薨逝，享年六十一歲。妃趙氏。子八人：長碩燁，封

　　長子，配夫人林氏，卒；次碩爚，封鎮國將軍，配夫人張氏，卒；次殤；次殤；次殤；次殤；次碩燦，

　　封鎮國將軍，配夫人李氏，萬曆六年六月七日，以例

冊封為新野王，夫人亦冊封為王妃；次碩，尚幼。女八人：長殤；次殤；次殤；次封臨皋縣主，下

　　嫁儀賓金體仁，卒；次殤；次殤；次殤；次殤。孫六人：長殤；次器墫，封長孫，配夫人蕭氏，卒；次

　　殤；次器𧯼，以例降革；次殤；次殤。孫女九人：長封蓬池郡君，下嫁儀賓□樂韶；次封廣崇

　　郡君，下嫁儀賓郭宗雲；次殤；次殤；次殤；次封陽夏郡君，下嫁儀賓程□□；次殤；次殤。

上聞訃，輟視朝一日。遣行人司行人彭應時諭祭，掌行喪禮。謚新野康靖王。

命有司治塋塟如制。

　親王暨諸宗親、中外文武官，皆致祭焉。以萬曆七年十二月十九日，合葬于郡城西□山

　　之原。嗚呼！

　　王以宗室至親，為國藩輔，茂膺封爵，富貴尊隆。兹以令終，夫復何憾。□□□□，納諸幽

　　壙，用垂不朽云。

大明萬曆七歲次己卯十二月吉日，

　　　　　　　　　　　　　　　　　　　　　　孤哀子嗣王碩燦泣血稽顙勒石。